# Giulio Gaudini
Giulio Gaudini   (Roma, 28 de setembre de 1904 - Roma, 6 de gener de 1948) fou un tirador d'esgrima italià, guanyador de nou medalles olímpiques en tres Jocs Olímpics.

## Biografia
Va néixer el 28 de setembre de 1904 a la ciutat de Roma, capital en aquells moments del Regne d'Itàlia i avui dia de la República italiana. Va morir el 6 de gener de 1948 a la seva residència de Roma.

## Carrera esportiva
Especialista en les modalitats de floret i sabre, va participar als 19 anys en els Jocs Olímpics d'Estiu de 1924 realitzats a París (França), on va finalitzar quart en la competició masculina per equips de floret. En els Jocs Olímpics d'Estiu de 1928 realitzats a Amsterdam (Països Baixos) aconseguí guanyar la medalla d'or en la prova de floret per equips així com la medalla de bronze en la competició individual. En els Jocs Olímpics d'Estiu de 1932 aconseguí revalidar la seva medalla de bronze en la competició de floret individual, alhora que guanyà la medalla de plata en la competició per equips d'aquesta modalitat. Així mateix, en aquests Jocs, aconseguí guanyar la medalla de plata en la prova individual i per equips en la modalitat de sabre. En els Jocs Olímpics d'Estiu de 1936 realitzats a Berlín (Alemanya nazi) fou l'abanderat de la selecció italiana en la cerimònia inaugural dels Jocs i guanyà la medalla d'or en les proves de floret individual i per equips, així com la medalla de plata en la prova de sabre per equips, alhora que en la competició individual d'aquesta última modalitat finalitzà sisè.
Al llarg de la seva carrera 17 medalles en el Campionat del Món d'esgrima, entre elles vuit medalles d'or.